# Aristobul d'Alexandria
Aristobul d'Alexandria (llatí: Aristobūlus, en grec antic: Ἀριστόβουλος, «Aristóboulos») fou un jueu alexandrí, filòsof peripatètic que hauria viscut sota Ptolemeu VI Filomètor (180 aC-164 aC i 163 aC-145 aC). Va ser probablement el mestre de Ptolemeu Fiscó (170 aC-163 aC).
Es diu que va ser l'autor d'uns comentaris sobre els cinc llibres de Moisès (Ἐξηγήσεις τῆς Μωϋσέως γραφῆς) dirigits a Ptolemeu Fiscó, segons Climent d'Alexandria i el patriarca Eusebi entre d'altres, en el qual es pretenia demostrar que la filosofia peripatètica i gairebé tota la filosofia grega havia estat copiada dels llibres de Moisès.
Posteriorment es va descartar que aquesta obra fos escrita per Aristobul, encara que portava el seu nom. Correspondria a un altre Aristobul desconegut i posterior que tenia l'objectiu de fer respectar als grecs la literatura jueva.